# Дмитриев, Иван Иванович
Ива́н Ива́нович Дми́триев (10 [21] сентября 1760, Богородское, Казанская губерния — 3 [15] октября 1837, Москва) — литератор, сенатор, член Государственного совета, министр юстиции в 1810—1814 годах; русский поэт, баснописец, представитель сентиментализма. Член Российской академии (в 1797 году).

## Биография
Происходил из дворянского рода Дмитриевых, являвшихся потомками смоленских князей. Родился 10 (21) сентября 1760 года в имении отца, Ивана Гавриловича Дмитриева (1736—1818), — селе Богородском (ныне — с. Троицкое Самарской обл.) Казанской (с 1780 года — Симбирской) губернии. Его мать, Екатерина Афанасьевна (1737—1814), принадлежала к богатому роду Бекетовых. Получила домашнее образование, несколько лет обучалась в частном пансионе Ф. Ф. Кабрита в Симбирске.
Восстание Пугачёва вынудило семью Дмитриева переехать в Москву. В 1772 году был записан солдатом в лейб-гвардии Семёновский полк. В мае 1774 года Иван Иванович был привезён отцом в Петербург, окончил полковую школу, с 1776 года получил звание унтер-офицера, с 1778 года — сержанта.
Под влиянием журналиста Николая Новикова начал в 1777 году писать стихи, большей частью сатирического характера, но впоследствии сам их уничтожил. Впервые был опубликован в том же году в журнале Новикова «Санкт-Петербургские учёные ведомости», где было напечатано стихотворение «Надпись к портрету князя А. Д. Кантемира» с пожеланием успехов юному поэту. Ориентиром для Дмитриева служили стихи Ломоносова, Сумарокова, Хераскова. Дмитриев основательно ознакомился с произведениями лучших писателей французской литературы, а также и с римскими и греческими классиками во французских переводах.
В 1783 году состоялось знакомство с Николаем Карамзиным, дальним родственником Дмитриева. Под его влиянием Дмитриев обратился к книгам французских просветителей. В Карамзине Дмитриев нашёл не только друга, но и руководителя в литературных занятиях, советам и указаниям которого безусловно подчинялся.
В 1787 году произведён в прапорщики, в июле 1788 года, в связи с началом русско-шведской войны 1788—1790 года отправился с полком в поход к границе Финляндии. В боевых действиях не участвовал и в конце года вернулся в Петербург.
В 1790 году сблизился с Державиным, знакомство с которым, по словам Дмитриева, «открыло ему путь к Парнасу»; в доме Державина познакомился со многими знаменитыми поэтами и писателями (Д. И. Фонвизиным, И. Ф. Богдановичем, Н. А. Львовым, В. В. Капнистом).
В 1791 году в «Московском журнале», который издавал Карамзин, появился ряд произведений Дмитриева, в том числе и самая его известная песня «Голубок» («Стонет сизый голубочек»). Последняя тотчас же была положена на музыку и получила самое широкое распространение. Вслед за «Московским журналом» Карамзин приступил к изданию «Аглаи» и «Аонид», в которых Дмитриев также принял участие.
В 1795 году в Московской университетской типографии вышло первое издание его стихотворений под заглавием «И мои безделки» (по аналогии с карамзинскими «Моими безделками»). Согласно П. А. Вяземскому, Дмитриев и Карамзин, будучи друзьями, вначале собирались выпустить свои сборники стихотворений под одной обложкой, но по ряду обстоятельств Карамзин издал свою книгу («Мои безделки») раньше, поэтому Дмитриев назвал свой сборник сходно с книгой Карамзина. По версии исследователя Виктора Трофимовича Чумакова, книга Дмитриева стала первым печатным изданием, в котором встречается буква «ё». Первым словом, отпечатанным с буквой «ё», было «всё», затем «огонёк», «пенёк», «безсмёртна», «василёчик».
В том же году Дмитриев приступил к изданию песенника, в который вошли как его собственные песни, так и песни других поэтов, и который вышел в 1796 году под заглавием «Карманный песенник, или собрание лучших светских и простонародных песен».
Одновременно с литературными успехами, Дмитриев продолжал продвигаться и по службе: в 1789 году произведён в подпоручики, в 1790 году — в поручики, в 1793 году — в капитан-поручики. Служба, однако, тяготила Дмитриева, и он не раз испрашивал длительные отпуска, во время которых уезжал к себе на родину.
В начале 1796 года получил чин капитана гвардии и взял годовой отпуск с намерением выйти в отставку. Однако смерть Екатерины II заставила его вернуться в Петербург, где он, сказавшись больным, вышел в отставку в декабре 1796 года в чине полковника, но вскоре был неожиданно арестован по ложному доносу в подготовке покушения на Павла I. После выяснения недоразумения Дмитриев пользовался особыми милостями императора и в мае 1797 года был назначен одним из четырёх товарищей министра департамента уделов, в июне того же года с чином статского советника стал обер-прокурором 3-го департамента Сената.
Этот департамент сената заведовал делами Малороссии, Польского края, Лифляндии, Эстляндии, Финляндии и Курляндии и должен был руководствоваться, кроме российских законов, Литовским Статутом, магдебургским правом и другими местными положениями на шведском, немецком и латинском языках. Из них на русский были переведены только земское уложение, Литовский Статут и Магдебургское право, причём перевод, по свидетельству Дмитриева, был совершенно неудовлетворительным. Прочие законы вообще не были переведены и для пользования ими необходимо было прибегать к помощи переводчиков, «ибо заведовавший польскими делами не знал польского языка, а остзейских провинций и Курляндии — ни немецкого, ни латинского». Наладить в таких условиях сносное управление едва ли представлялось возможным.
В 1798 году Дмитриев получил чин действительного статского советника. Он сделал представление генерал-прокурору Сената о необходимости проверить и исправить существующие переводы, перевести остальные законы, и всё это напечатать, но ничего так и не было сделано. Претерпев, кроме этой неудачи, много других неприятностей по службе, Дмитриев 30 декабря 1799 года вышел в отставку в чине тайного советника, поселился в Москве, где купил себе деревянный домик с небольшим садом у Красных ворот и целиком отдался литературной работе. Публиковал новые стихи в журнале Карамзина «Вестник Европы», подготовил издание своих «Сочинений и переводов» в трёх томах (М., 1803, 1805).
В 1805 году у Дмитриева в гостях был начинающий баснописец Крылов, который принёс свои басни. Дмитриев приветствовал их словами: «Это истинный ваш род, наконец вы нашли его». Крылов под воздействием уговоров Дмитриева преодолел своё отвращение к басенному «роду» и стал писать басни систематически.
По приглашению Александра I вернулся на службу, в феврале 1806 года назначен сенатором 7-го (Московского) департамента Сената. В этой должности исполнял различные ответственные поручения. Так, в 1807 году ему было поручено наблюдать за сбором земского ополчения в Костромской, Вологодской, Нижегородской, Казанской и Вятской губерниях. В начале 1808 года отправлен в Рязань произвести следствие о злоупотреблениях по тамошнему питейному откупу. В конце того же года ему было поручено «исследовать втайне поступки Костромского губернатора Пасынкова», прославившегося многочисленными злоупотреблениями.
В 1809 году произошла его встреча с маленьким Александром Пушкиным. Случилось это в московской усадьбе графа Бутурлина, на Яузе. Дмитриев сказал о Пушкине: «Посмотрите, ведь это настоящий арапчик». Позднее он способствовал поступлению Пушкина в Царскосельский лицей. Несмотря на критику Дмитриевым поэмы Пушкина «Руслан и Людмила» за излишнюю фривольность, между поэтами сохранялись тёплые отношения, они состояли в переписке. В письмах 1835 года к Пушкину Дмитриев называет его «любезнейшим из наших поэтов» и «любимым нашим автором». Пушкин упоминал и цитировал Дмитриева в романе «Евгений Онегин».
В 1810 году Дмитриев был назначен членом Государственного совета. С 17 января 1810 по август 1814 года был министром юстиции. Стремился упорядочить деятельность судебных органов, принял ряд мер к ускорению делопроизводства, сокращения количества инстанций и устранения некоторых злоупотреблений в гражданских и уголовных палатах. Также пытался улучшить личный состав судебных чинов. Занявшись вместе с министром финансов рассмотрением торгов по винному откупу, увеличил доход казны на несколько миллионов, за что получил орден Св. Александра Невского и премию в 50 000 рублей. Не забыв вопроса об издании переводов местных узаконений, распорядился исправить и напечатать в 1811 году перевод Литовского Статута. По его инициативе была учреждена Комиссия для рассмотрения переводов уложения грузинского царя Вахтанга и Комиссия для рассмотрения неоконченных дел Финляндии, причём была ликвидирована Коллегия финляндских дел.
В должности министра Дмитриев подчеркнуто сторонился интриг, следуя прежде всего букве закона, из-за чего произошло много конфликтов, в частности ссора с Державиным, ходатайство которого «по закону невозможно было удовлетворить». Вследствие столкновений с управляющим делами Комитета министров П. С. Молчановым и другими сановниками, а также многочисленных жалоб и доносов императору, был вынужден подать в отставку. На прощальной аудиенции Александр I, очень милостиво принявший его, спросил, держа с ласковым видом за руку: «Даешь ли слово со временем опять сойтиться?» Но Дмитриев откровенно ответил, что он столько перенёс неприятностей, что никак не может связать себя словом.
После увольнения со службы окончательно уехал в Москву, где ещё в конце 1812 года купил участок у Патриаршего пруда, и приступил к постройке дома по проекту известного архитектора А. Л. Витберга, автора первоначального проекта храма Христа Спасителя. В 1816—1819 годах состоял председателем комиссии для пособия жителям Москвы, разоренным от пожара и неприятеля. Всего комиссией было рассмотрено 20 959 прошений, из которых на удовлетворение 15 320 было израсходовано 1 391 280 рублей. За успешную работу был в 1818 году награждён чином действительного тайного советника и орденом св. Владимира I степени. После этого Дмитриев окончательно оставил служебную деятельность. Последние годы своей жизни Дмитриев провёл почти безвыездно в Москве. Мало занимаясь литературными делами, он написал лишь несколько басен и литературных мелочей и исправлял старые стихотворения для новых переизданий трёхтомного собрания сочинений. Работал над мемуарами («Взгляд на мою жизнь», завершены в 1825 году, впервые опубликованы в 1866 году), охватывающими период 1760-х — 1820-х годов.
Умер в Москве 3 (15) октября 1837 года. Похоронен на Донском кладбище в Москве; эпитафия на могиле:

Подобает тленному сему облещися в нетление и мертвенному сему облещися в безсмертие. Кор. XV. 53.

## Портреты
- Портрет работы Дмитрия Левицкого, 1790-е гг. (ГТГ)
- Портрет работы А. Дмитриева, 1799 г. (ГМП)
- Портрет работы неизвестного художника, 1810-1814 гг. (ВМП)
- Портрет работы неизвестного художника, 1810-1819 гг.
(ИРЛИ РАН)

## Награды
- Орден Святой Анны 2-й степени (29 мая 1799)[10]
- Орден Святой Анны 1-й степени (18 ноября 1806)[11]
- Орден Святого Александра Невского (30 августа 1809)[12]
- Орден Святого Владимира 1-й степени (16 июня 1819)[13]

## Творчество
Известность Дмитриеву принесли стихотворные сказки и песни, публиковавшиеся в «Московском Журнале». 1794 год, по собственным словам Дмитриева, был для него самым «поэтическим годом». В этом году написаны лучшие его произведения — оды «К Волге», «Глас патриота на взятие Варшавы», «Ермак» и сатира «Чужой толк», сразу доставившие ему почётное место среди современных ему поэтов.
Басни и сказки Дмитриева, хотя они почти все переведены с французского, считались лучшим украшением его литературного венка, чему сильно способствовали внешние их качества — лёгкий язык, свободная и плавная версификация. Настоящим уделом его таланта была, несомненно, сатира.
Сатирическое направление видно во многих его произведениях, но особенно резко оно выразилось в «Чужом толке». Сатира эта была вызвана распространившейся тогда страстью писать оды. Осмеивая одописцев, Дмитриев имел в виду не Ломоносова или Державина, а их многочисленных подражателей, из которых большинство не только не обладало поэтическим дарованием, но даже не понимало, в чём заключается сущность поэтических произведений вообще. Стараясь освободить стихотворный язык от тяжёлых и устаревших форм, придать ему лёгкость, плавность и привлекательность, Дмитриев стал, наряду с Карамзиным, одним из преобразователей русского стихотворного языка.